# ATI Technologies
ATI Technologies — канадская компания, разработчик и поставщик графических процессоров и чипсетов материнских плат, действовавшая с 1985 по 2006 год как самостоятельная компания, являвшаяся одной из крупнейших в своей отрасли.
В 2006 году компания ATI была приобретена корпорацией AMD и перешла в её состав как графическое подразделение AMD Graphics Products Group; продукция ATI продолжала выпускаться под прежним брендом. C конца 2010 года вся продукция выпускается под маркой AMD. Основные конкуренты — компании Nvidia, Intel.

## История
- 20 августа 1985 года — основана компания Array Technology Inc.[источник не указан 396 дней] Затем в течение пяти месяцев компания сменила своё имя сначала на Array Technologies Inc., а затем (18 декабря 1985 года) на ATI Technologies Inc. Основным направлением бизнеса были поставки встроенных графических решений для крупных производителей ПК, таких, как IBM и Commodore.
- К 1987 году компания стала независимым производителем графических адаптеров.
- В 1991 году был выпущен Mach 8 — клон видеоадаптера IBM 8514/A, способный обрабатывать графику без помощи CPU. Через год появился Mach 32, способный также ускорять работу графического интерфейса.
- В ноябре 1993 года компания стала открытым акционерным обществом. Её акции начали продаваться на фондовой бирже Торонто.
- В 1994 выпущен ускоритель Mach 64.
- В апреле 1998 года компания признана лидером на рынке графических решений по данным International Data Corporation (IDC).
- В ноябре 1998 года президент компании К. И. Хо стал предпринимателем года Канады и в декабре вошёл в число 25 крупнейших предпринимателей мира по версии Business Week Magazine.
- В июле 1999 года годовой доход компании составил один миллиард долларов США.
- 2000 год — компания выпускает графический процессор Radeon.
- 2002 год — в январе компания выходит на рынок графических процессоров для сотовых телефонов и других портативных устройств, выпустив Imageon.
- 2003-2004 годы — выпущены видеокарты Radeon X300-X800 на новой шине PCI Express.
- 2004 год — годовой доход компании превысил два миллиарда долларов США.
- 2005-2006 годы — выпущено новое семейство видеокарт Radeon X1300-X1900.
- 2006 год — ATI Technologies приобретена американской компанией AMD посредством выкупа всех её акций за $5,4 млрд. 25 октября 2006 года ATI официально стала подразделением AMD.
- В 2007 году AMD анонсировали, что сформированное на базе ATI Technologies подразделение будет называться AMD Graphics Products Group внутри компании. При этом главный бренд ATI, Radeon, сохранится в названиях будущих карт.
- В 2010 году AMD отказывается от названия ATI в будущих платах. Но бренд Radeon при этом сохранится.